# Harry Hochstadt
Harry Hochstadt (* 7. September 1925 in Wien; † 4. Mai 2009) war ein österreichisch-amerikanischer Mathematiker, der auf dem Gebiet der Analysis arbeitete.

## Leben
Hochstadts Eltern stammten aus der Bukowina. Seine Mutter kam mit ihren Eltern 1916 aus Czernowitz nach Wien, sein Vater zog 1914 von Iacobeni (Kreis Suceava) ebenfalls nach Wien, wo die beiden (beruflich als Bankangestellte und Buchhalter tätig) 1922 heirateten. Harry Hochstadt wuchs in Wien im 7. und 8. Bezirk auf und besuchte dort ein Gymnasium.
Nach dem Anschluss Österreichs 1938 floh die jüdische Familie im September 1938 nach Paris und emigrierte dann in die USA, wo sie am 1. Dezember 1938 in New York ankam. Dort beendete Harry Hochstadt die Schule, wurde 1943 im Zweiten Weltkrieg zur Armee eingezogen, im „Army Specialized Training Program“ ausgebildet und danach als Soldat in Europa eingesetzt.
Er studierte nach dem Krieg an der Cooper Union Universität (Chemie-Ingenieur, Bachelor-Abschluss 1949), und dann Mathematik am Courant-Institut (Master-Abschluss 1950, Promotion 1956). Sein Doktorvater war Wilhelm Magnus.
Nach kurzer Tätigkeit als Ingenieur war Harry Hochstadt ab 1957 Professor für Mathematik am Polytechnic Institute of New York University und leitete dort das mathematische Institut von 1963 bis 1990. Neben vier Büchern war er Autor von mehr als 100 mathematischen Fachartikeln. Er war mit Pearl Schwartzberg verheiratet und hatte zwei Kinder.

## Schriften (Auswahl)
- Special functions of mathematical physics, Holt, Rinehart and Winston, New York, 1961
- Differential equations, A modern approach, Holt, Rinehart and Winston, New York, 1964
- The functions of mathematical physics, Wiley, 1971
- Integral equations, Wiley, 1973

## Artikel (Auswahl)
- Wilhelm Magnus, Applied mathematician, in: Cont. Math. 169, 365–372, 1994